# Hypsioma charila
Hypsioma charila là một loài bọ cánh cứng trong họ Cerambycidae.